# Кривча (гміна)
Гміна Кривча (пол. Gmina Krzywcza) — сільська гміна у східній Польщі. Належить до Перемишльського повіту Підкарпатського воєводства.

## Історія
Об'єднана сільська гміна Кривча Перемишльського повіту Львівського воєводства утворена 1 серпня 1934 р. внаслідок об'єднання 11 дотогочасних (збережених від Австро-Угорщини) громад сіл (гмін): Бабичі, Бахів, Воля-Кривецька, Купна, Кривча, Ненадова, Речпіль, Рушельчичі, Скопів, Середна, Хирина.
У середині вересня 1939 року німці окупували територію гміни, однак уже 26 вересня 1939 року мусіли відступити з правобережної частини (Бахів, Купна, Хирина), оскільки за пактом Ріббентропа-Молотова вона належала до радянської зони впливу. За кілька місяців ця територія ввійшла до Перемишльського району Дрогобицької області. Наприкінці червня 1941, з початком Радянсько-німецької війни, територія знову була окупована німцями. В липні 1944 року радянські війська знову оволоділи цією територією. В березні 1945 року територія віддана Польщі. Основна маса місцевого українського населення була насильно переселена в СРСР в 1944-1946 р., решта під час операції «Вісла» в 1947 р. депортована на понімецькі землі.

## Площа
Згідно з даними за 2007 рік площа гміни становила 94.47 км², у тому числі:
- орні землі: 49.00%
- ліси: 43.00%

Таким чином площа гміни становить 7.78% площі повіту.

## Населення
Станом на 31 грудня 2011 у гміні проживало 4929 осіб:
| Опис     | Загалом | Загалом | Чоловіки | Чоловіки | Жінки | Жінки |
| -------- | ------- | ------- | -------- | -------- | ----- | ----- |
| одиниця  | осіб    | %       | осіб     | %        | осіб  | %     |
| все      | 4929    | 100     | 2521     | 51.15    | 2408  | 48.85 |
| міське   | 0       | 100     | 0        |          | 0     |       |
| сільське | 4929    | 100     | 2521     | 51.15    | 2408  | 48.85 |

## Населені пункти
- Бабичі (пол. Babice)
- Бахів (пол. Bachów)
- Воля-Кривецька (пол. Wola Krzywiecka)
- Купна (пол. Kupna)
- Кривча (пол. Krzywcza)
- Речпіль (пол. Reczpol)
- Рушельчичі (пол. Ruszelczyce)
- Скопів (пол. Skopów)
- Середна (пол. Średnia)
- Хирина (пол. Chyrzyna)

## Сусідні гміни
Гміна Кривча межує з такими гмінами: Бірча, Дубецько, Красічин, Перемишль, Прухник, Розьвениця, Рокитниця.